# Cedda (Poggibonsi)
Cedda è una località del comune italiano di Poggibonsi, nella provincia di Siena, in Toscana.

## Storia
Il borgo di Cedda risale all'epoca alto-medievale ed è ricordato per la prima volta in un documento dell'anno 998 con il quale il marchese Ugo II di Toscana donava all'abbazia di San Michele a Marturi, alcuni beni («mansi») qui situati. Compreso nel piviere di Sant'Agnese in Chianti, come ricordato nel settembre 1046, fu già a quel tempo sede di una comunità di canonici, presso la locale chiesa di San Pietro. Nel XVI secolo fu unito a Cedda anche il popolo di Gavignano, poco distante.
Nel 1551 si registravano a Cedda 115 abitanti, poi aumentati a 176 nel 1745 e di nuovo a 305 nel 1845.

## Monumenti e luoghi d'interesse
L'edificio di maggiore interesse di Cedda è l'antica chiesa di San Pietro, chiesa parrocchiale della località. Risalente al XII secolo, l'edificio si presenta in stile romanico, con abside semicircolare decorata da lesene, archetti e una monofora. All'interno si conservano pregevoli opere pittoriche quali l'affresco di san Pietro della scuola di Lippo Vanni ed un altro affresco con figura di santa di difficile individuazione, databile al XIII secolo. La parrocchia di San Pietro a Cedda si estende su un territorio di circa 800 abitanti.

## Infrastrutture e trasporti
La località è situata lungo l'ex strada statale 429 di Val d'Elsa, che collega il comune di Gaiole in Chianti con Ponte a Elsa, nel tratto compreso tra Castellina in Chianti e Poggibonsi.